# Västra Långängskärret

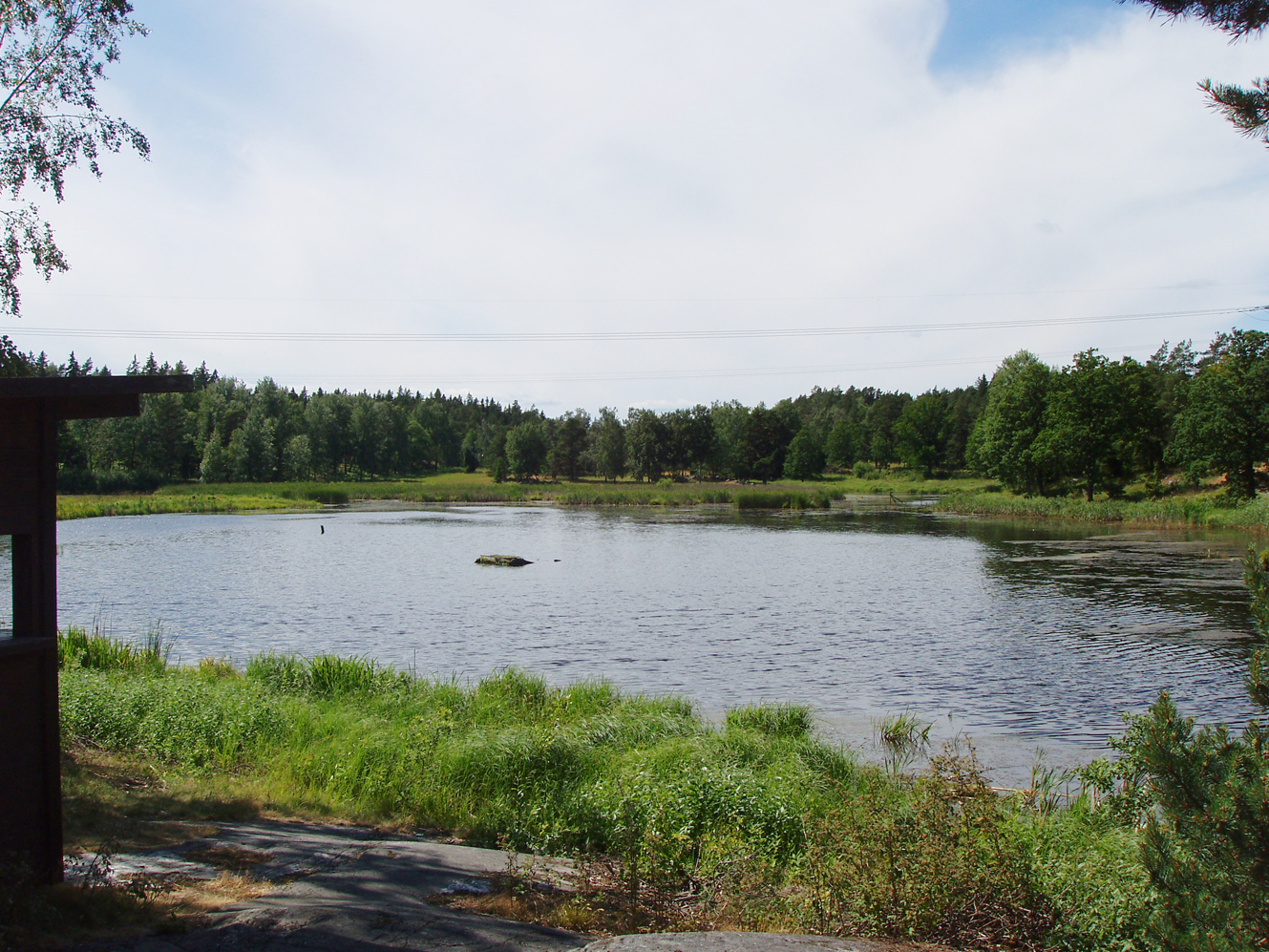
Västra Långängskärret. Vy mot väster. Foto: Juni 2008.

Västra Långängskärret även kallad Linnmans fågelsjö är en konstgjord insjö mellan Stockby och Långängen på Lidingö avsedd att erbjuda en ostörd miljö för häckande sjöfågel. Genom ett omfattande grävningsarbete vid anläggningen har sjön försetts med många små låga gräsbevuxna öar, idealiska för bobyggnad. Förvandlingen från kärr till sjö har åstadkommits genom en kontrollerad uppdämning av utloppet till Kottlasjön. Sjön tillkom på 1970-talet på initiativ av Nils Linnman (1915-2002) och ingår i dag i Lidingös naturreservat Långängen-Elfviks naturreservat. Vid den östra delen av sjön, på en bergknalle, finns ett iordningställt permanent gömsle för att kunna studera fågellivet på nära håll utan att störa. Tidvis används betesmarken runt sjön för får som tillhör en privatägd fårhjord på Lidingö som används för träning av vallhundar. Även de anslutande ängarna österut vid Långängen utnyttjas tidvis som betesmark för samma fårhjord.
Lidingö Hembygdsförening valde att kalla sjön för Västra Långängskärret när sjön var iordningställd, men på senare år har även benämningen Linnmans fågelsjö använts i samband med Lidingö Stads utökade naturreservat, även om denna benämning ännu inte fått någon officiell status.

## Förhistorisk natur
Kärret eller idag sjön är en kvarlämning från tíden innan landhöjningen inleddes då Lidingö fram till för c:a 3 000 år sedan utgjordes av en mängd mindre skärgårdsöar där enbart de högsta bergformationerna stack upp ur havet. För c:a 2 000 år sedan började insjöar bildas där Kottlasjön och Stockbysjön var förenade i en djup förgrenad vik med direktförbindelse med Lilla Värtan och Östersjön.

## Bildgalleri

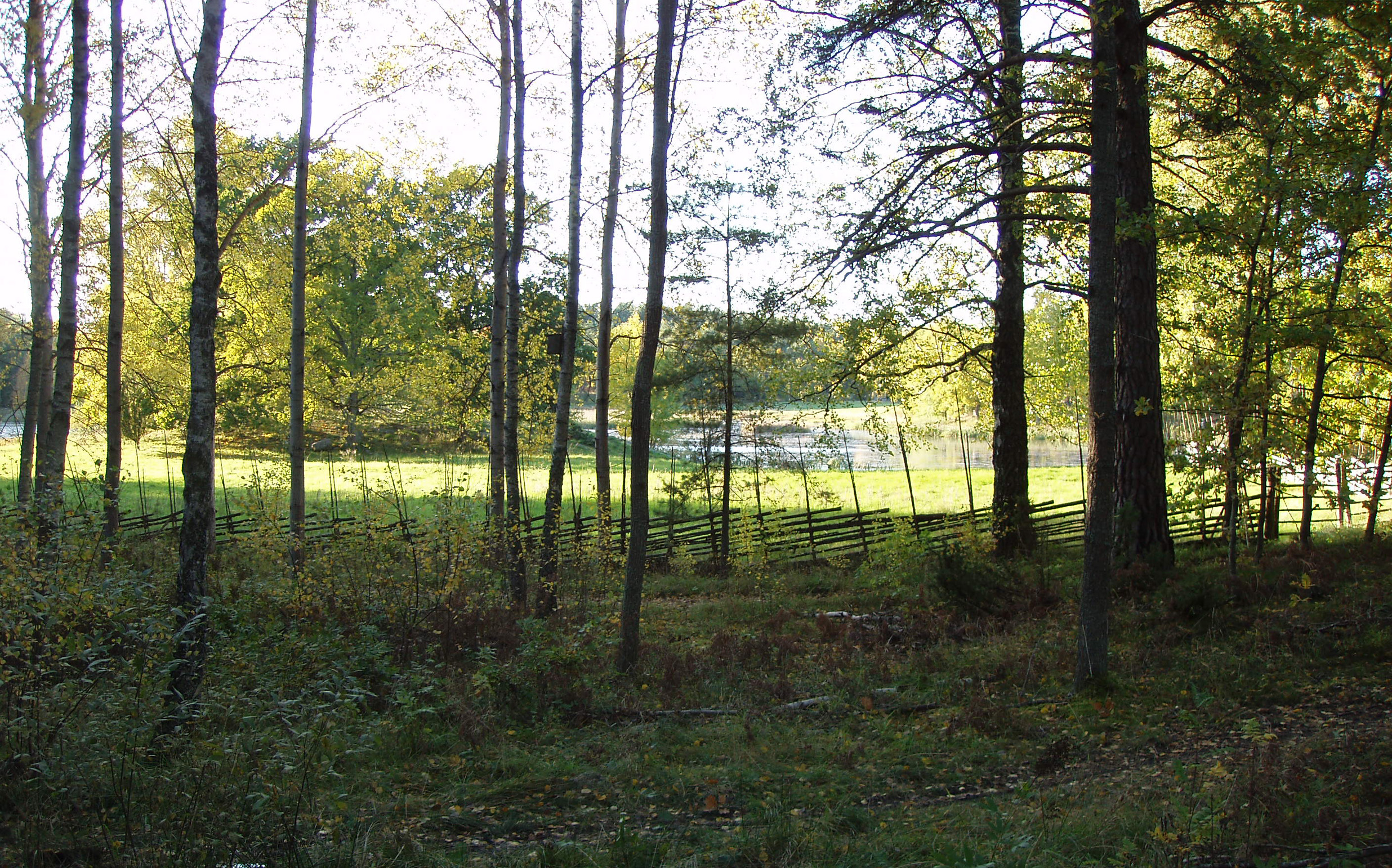
Lövskog och ängsmark med ekdunge i den så kallade Hagen invid Västra Långängskärret. Foto: Oktober 2008.
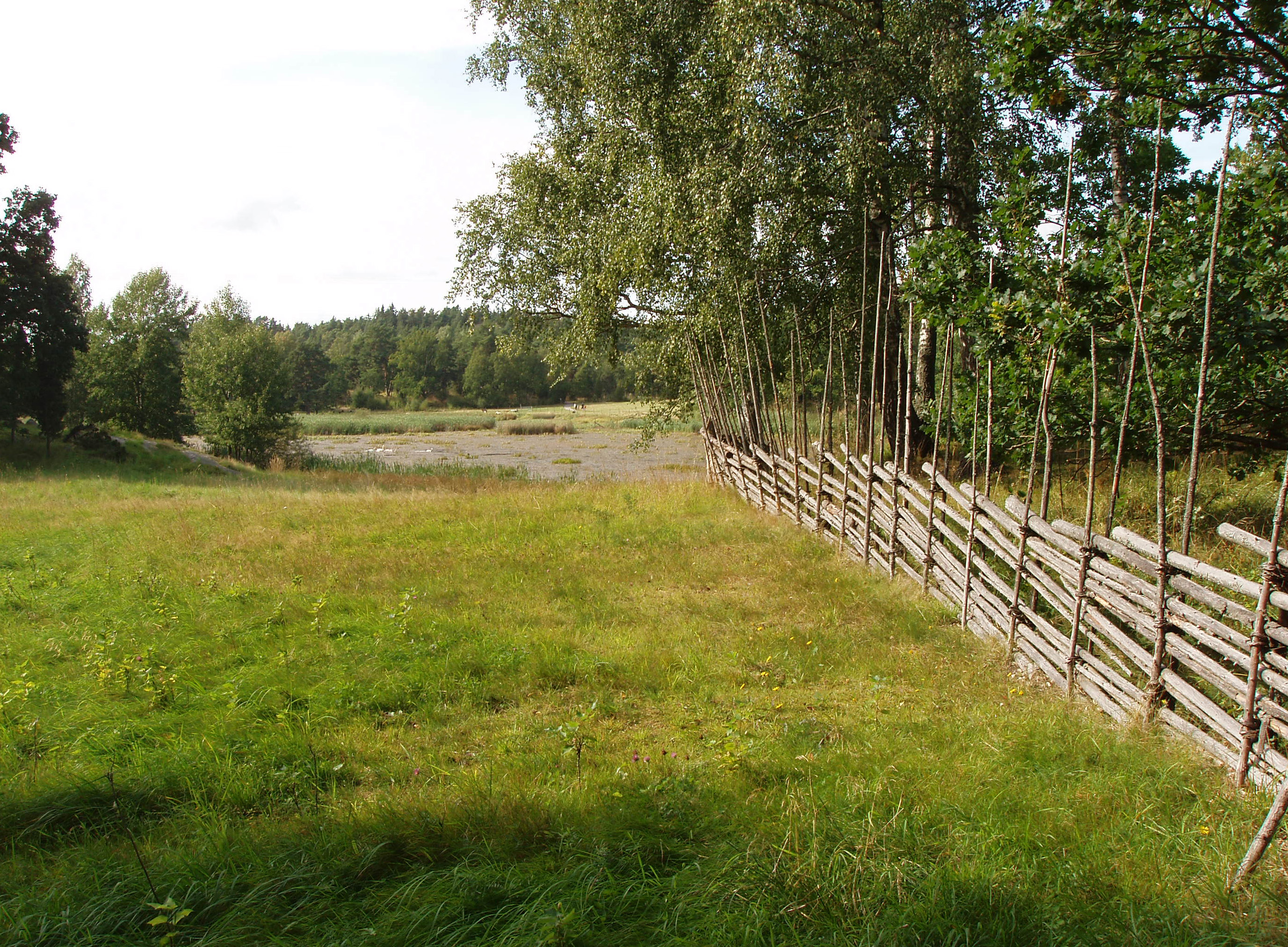
Strandäng vid Västra Långängskärret i den s.k. Hagen. Foto: September 2009.
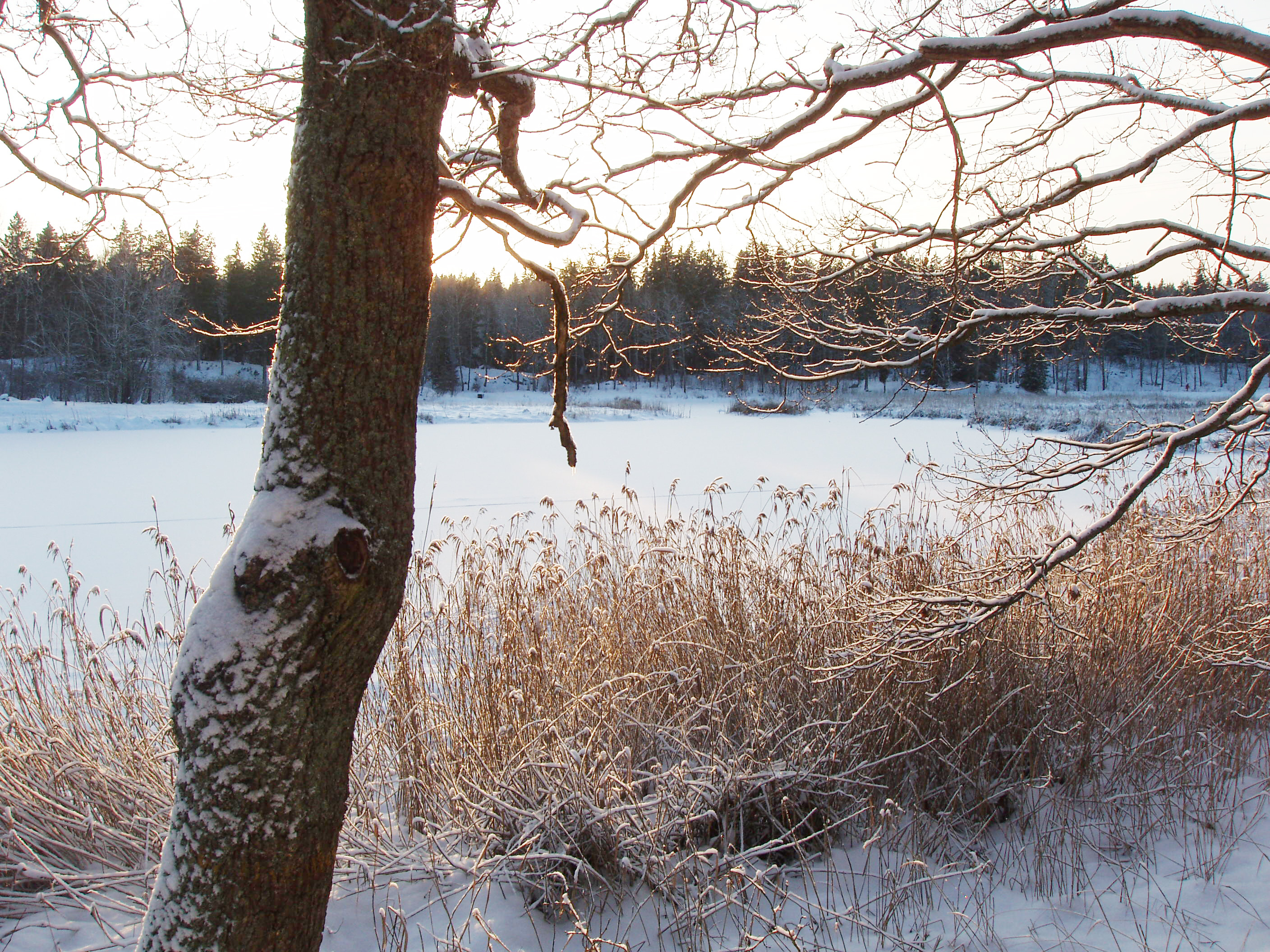
Västra Långängskärret en kall dag i januari. Foto: Januari 2009.